# Дзаттиатикау
Дзаттиатикау (осет. Дзаттиатыхъæу, груз. ქვემო სბა — Квемо-Сба, или осет. Дæллаг Сыба — Нижний Сба) — село на востоке Дзауского района частично признанного государства Южная Осетия (или, по законам Грузии, в Джавском муниципалитете). Расположено в ущелье Сба. Большинство населения составляют осетины.
Находится в исторической области Урс-туалта (Белая Двалетия) на берегу реки Сбадон.

## Топографические карты
- Лист карты K-38-53 пер. Крестовый. Масштаб: 1 : 100 000. Состояние местности на 1987 год. Издание 1989 г.